# Navio do tesouro

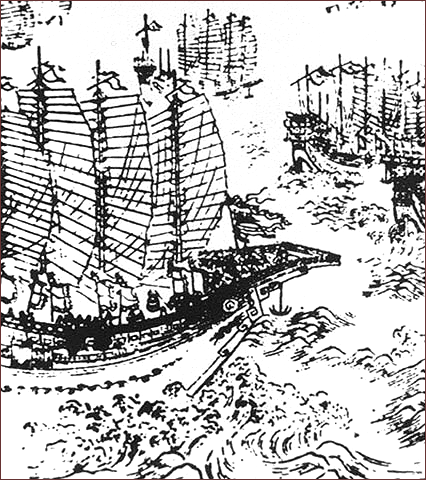
Xilogravura chinesa do século XVII, que se crê representar a frota de Zheng He.

Os Navios de Tesouro (em chinês, 宝船, Bao Chuan) foram um tipo de navio de grande porte chinês feitos de madeira. Essas embarcações compunham a frota do almirante Zheng He, que liderou sete expedições durante o século XV. As expedições exploraram o Oceano Índico e Sudeste Asiático, chegando até a costa da Africa Ocidental.
De acordo com o cientista, historiador e sinologista britânico Joseph Needham, as dimensões do maior desses navios eram 135 metros por 55 metros e eram capazes de transportar duzentas toneladas de carga. Historiadores como Edward L. Dreyer concordam amplamente com as opiniões de Needham. No entanto, outros historiadores tem dúvidas sobre o tamanho e as dimensões dos navios de tesouro.